# Тернопільська спеціалізована школа № 29
Тернопільська спеціалізована школа І-ІІІ ступенів № 29 з поглибленим вивченням іноземних мов  — середній освітній комунальний навчальний заклад Тернопільської міської ради в м. Тернополі Тернопільської області.

## Історія
Школа заснована в 1992 році, а вперше відкрила двері для своїх учнів 5 вересня 1993. На той час було 14 класів, в яких навчалося 339 учнів, працювало 48 педагогів.
Рішенням виконавчого комітету Тернопільської міської ради 23 жовтня 1996 року заклад реорганізовано у спеціалізовану загальноосвітню школу з поглибленим вивченням іноземних мов.

## Сучасність

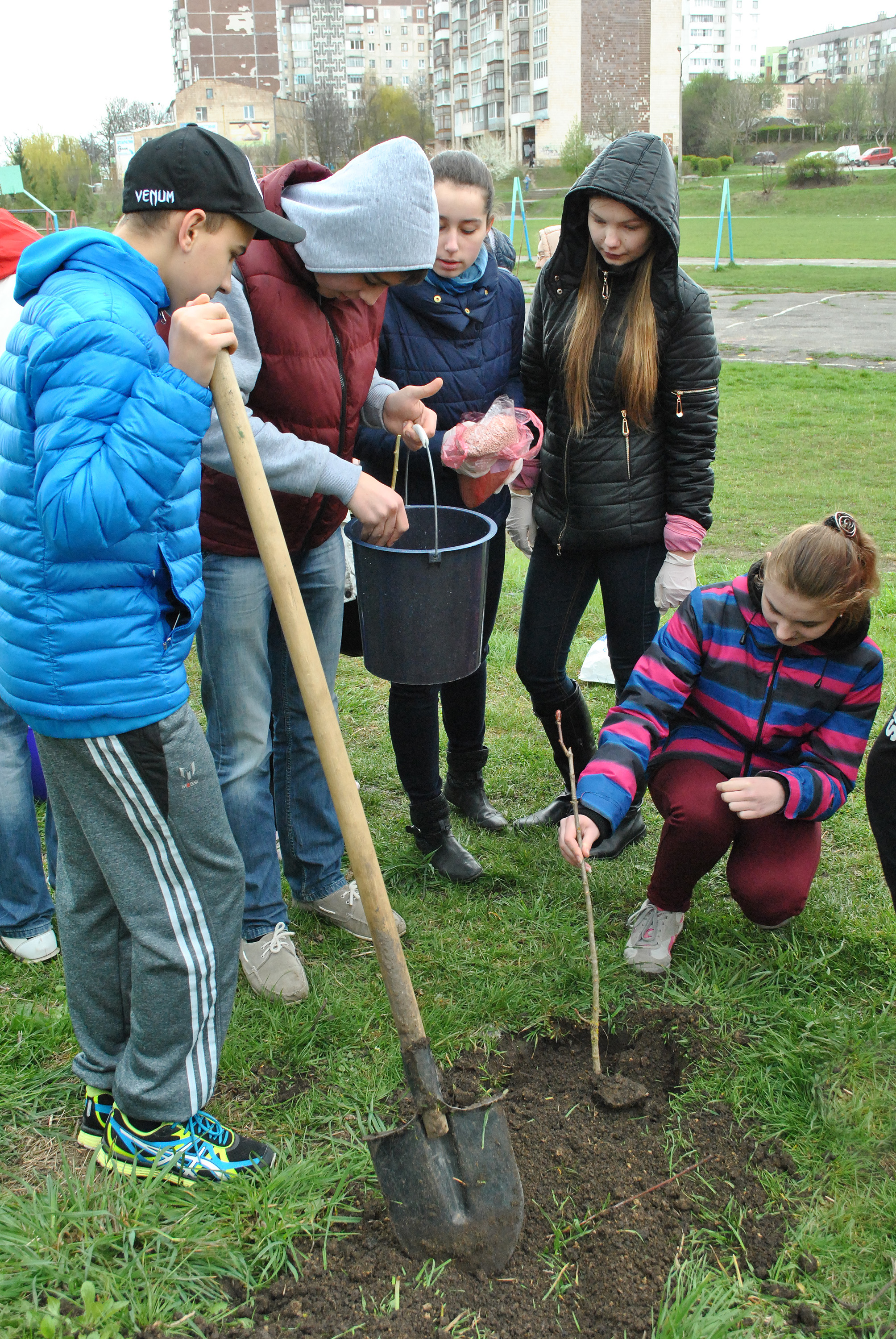
Школярі висаджують дерева на честь 70-ї річниці визволення Тернополя від нацистів

У 33 класах школи навчається 901 учень.
У школі поглиблено викладають англійську мову, також викладають німецьку.

## Педагогічний колектив

### Директори
- Олег Павлович Табака — 1992—1998,
- Анатолій Васильович Ятищук, відмінник освіти України, кавалер ордена Володимира Великого — від 1998.

### Вчителі
- Іван Ярославович Букавин — вчитель історії (від 1996).